# Yoann Gourcuff
Yoann Miguel Gourcuff (Ploemeur, 11 luglio 1986) è un ex calciatore francese, di ruolo centrocampista.

## Biografia
Nato da una famiglia bretone di tradizioni sportive, è figlio di Christian, ex calciatore e allenatore di calcio, e della dottoressa Marine Thalouarn, già cestista; suo fratello maggiore Erwan è stato nuotatore e ciclista.
Da ragazzo, Gourcuff praticò sia calcio che tennis. Ha dichiarato di aver scelto il primo ispirato dalla nazionale brasiliana dei mondiali 1970, le cui partite vide in videocassetta, e di ammirare Pelé.

## Caratteristiche tecniche
La sua posizione naturale era quella di trequartista, ambidestro e molto dotato tecnicamente, poteva ricoprire tutti i ruoli del centrocampo e, in caso di necessità, anche quelli di seconda punta e attaccante.
Per il suo precoce talento, la comunanza di ruolo e lo stile di gioco esibito in gioventù è stato indicato come un possibile erede di Zinédine Zidane.

## Carriera

### Club

#### Inizi
Gourcuff ha mosso i primi passi nel calcio nel Lorient, allenato dal padre Christian. Nel 2001 ha firmato un contratto giovanile con il Rennes, per poi essere integrato in prima squadra nel 2003 ed esordirvi il 25 gennaio dell'anno seguente come titolare nella partita valida per i sedicesimi di finale di Coppa di Francia 2003-2004 vinta per 2-0 in casa del Croix de Savoie. Ha collezionato 9 presenze in Ligue 1 nella stagione 2003-2004, la prima delle quali il 7 febbraio 2004 quando ha sostituito Cédric Barbosa a un quarto d'ora dalla fine della partita interna contro l'Auxerre (0-2).
Nei tre anni passati al Rennes ha acquistato progressivamente spazio in prima squadra e ha anche esordito nelle competizioni UEFA per club in occasione della partita di Coppa UEFA 2005-2006 Rennes-Osasuna 3-1 del 15 settembre 2005. In totale con la squadra francese ha giocato 80 partite tra campionato e coppe nelle quali ha segnato 6 gol, tutti nella Ligue 1 2005-2006.

#### Milan

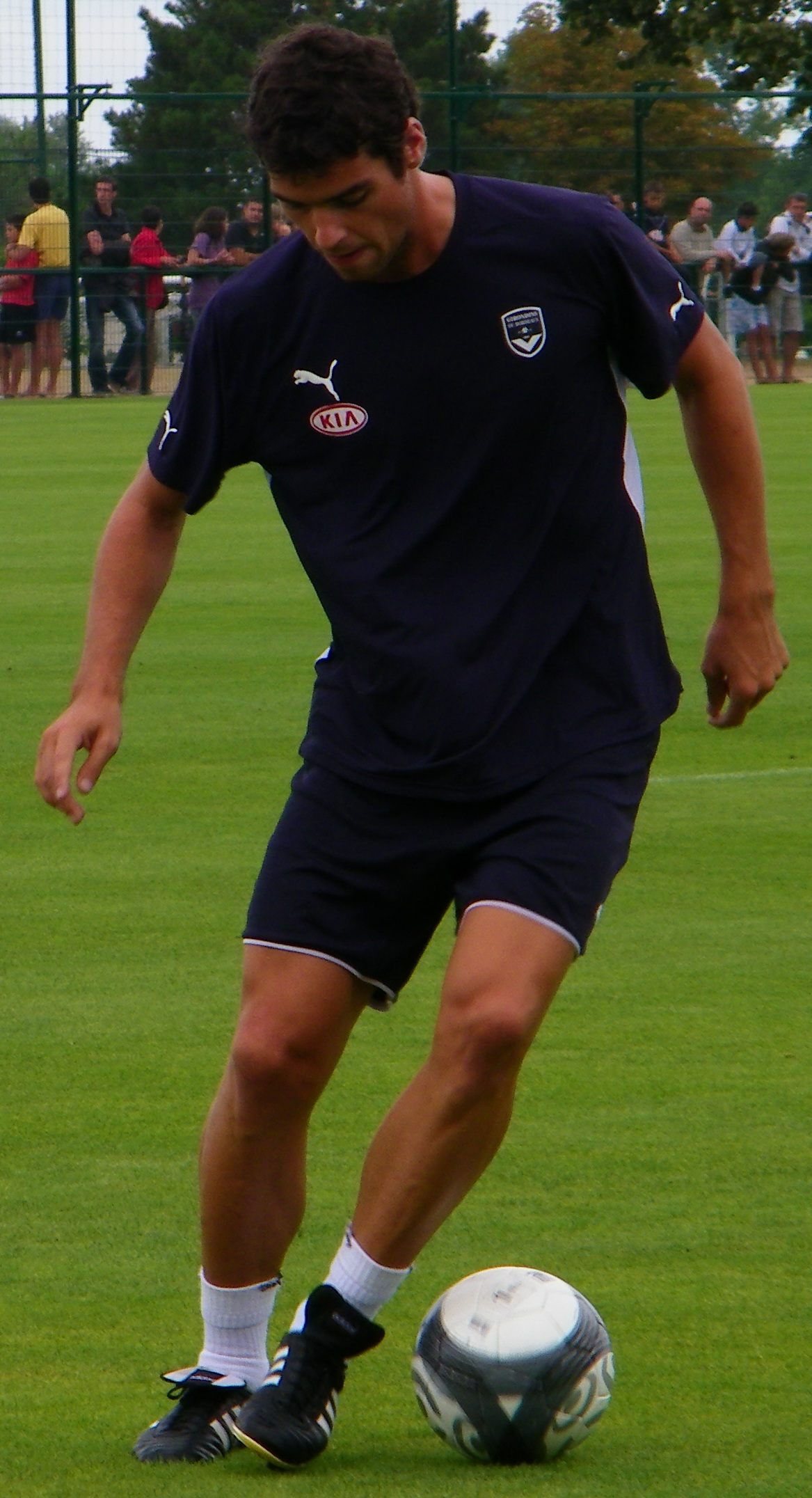
Gourcuff in allenamento con il Bordeaux nel 2009.

Dopo l'Europeo Under-21 è stato acquistato per 3 milioni di euro dal Milan.
Ha esordito con la maglia rossonera il 9 agosto 2006 nella partita di andata del terzo turno preliminare della Champions League 2006-2007 giocata contro la Stella Rossa. Il 13 settembre successivo, ha segnato il suo primo gol nel Milan durante la gara della fase a gironi di Champions League giocata contro l'AEK Atene, partita in cui è risultato essere tra i migliori in campo.
Durante la sua prima stagione in rossonero ha beneficiato della vicinanza di veterani quali Seedorf e Costacurta, riuscendo anche a ottenere la prima convocazione nella nazionale maggiore francese. Con i rossoneri ha vinto la Champions League 2006-2007 (7 presenze e un gol), anche se non è stato tra i convocati per la finale di Atene contro il Liverpool.
In totale con il Milan in due stagioni ha disputato 54 partite e segnato 3 reti, di cui 2 in Serie A e una in Champions League, senza tuttavia convincere.

#### Bordeaux
Il 4 giugno 2008 il Milan lo ha ceduto in prestito al Bordeaux, con diritto di riscatto in favore del club francese fissato a 15 milioni di euro.
Con il Bordeaux ha iniziato vincendo la Supercoppa di Francia, mentre la prima rete con la maglia dei girondini è arrivata nell'esordio in Ligue 1, nella vittoria per 2-1 contro il Caen. Al termine della stagione ha inoltre vinto il campionato e la Coppa di Lega realizzando in tutto 15 gol.
Il 28 maggio 2009 il Bordeaux ha esercitato il diritto di riscatto nei confronti del Milan pagando 15 milioni di euro alla squadra italiana e facendo firmare al calciatore un contratto quadriennale. Nella seconda stagione con la maglia dei girondini Gourcuff ha totalizzato 43 presenze e segnato 9 reti, vincendo la Supercoppa di Francia 2009, gara nella quale è stato nominato miglior giocatore.

#### Olympique Lione

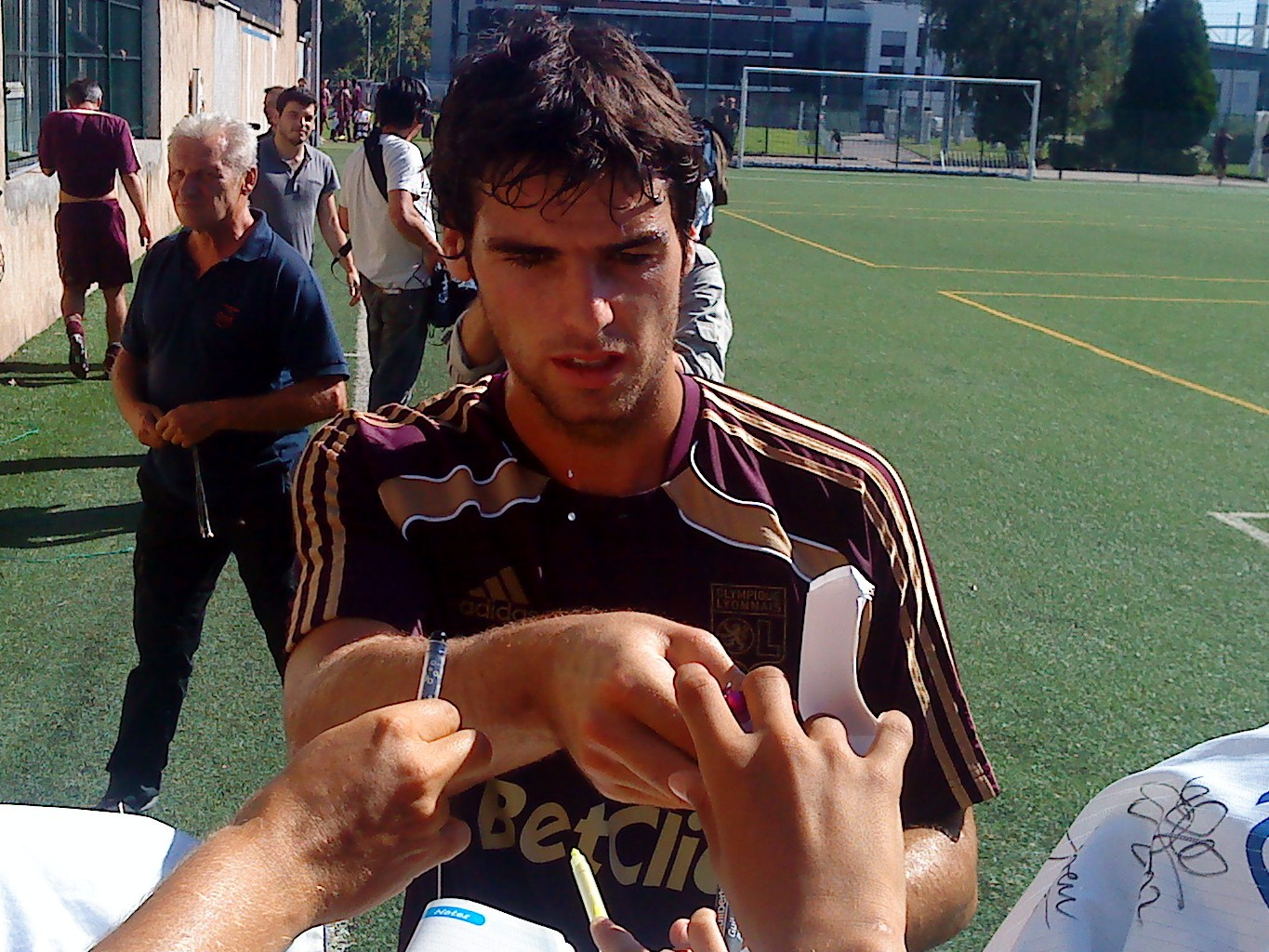
Gourcuff mentre firma autografi, durante un allenamento con l'Olympique Lione nel 2010.

Il 23 agosto 2010, dopo tre giornate di campionato, è stato acquistato dall'Olympique Lione per 22 milioni di euro più un massimo di altri 4,5 nel caso di futura cessione del giocatore da parte della società lionese. Ha esordito con la maglia dei lionesi il 28 agosto seguente contro il Lorient e il 17 ottobre 2010 ha segnato la prima rete per l'Olympique Lione contro il Lilla. Nel primo anno a Lione ha collezionato 33 presenze e realizzato 4 gol.
All'inizio della stagione seguente si è operato alla caviglia sinistra per risolvere un'infiammazione alla cartilagine dell'articolazione causata dalla presenza di un corpo estraneo. L'intervento lo ha tenuto fermo fino a settembre ma, a causa del successivo gonfiarsi della caviglia, non ha potuto giocare fino alla metà di ottobre, quando è tornato in campo contro il Nancy. Due settimane più tardi, il 29 ottobre 2011, ha segnato il primo gol stagionale realizzando la rete del definitivo 2-0 contro il Saint-Étienne. Nel febbraio 2012, dopo aver disputato solo 7 partite in campionato (6 da titolare) poiché l'allenatore Rémi Garde gli preferiva spesso Clément Grenier che, avendo svolto a differenza di Gourcuff l'intera preparazione estiva, era in condizioni fisiche migliori, si è infortunato a un adduttore ed è tornato a disposizione solo dopo la metà di aprile. Ha concluso la stagione 2011-2012 con all'attivo 23 presenze e 2 gol e vincendo la Coppa di Francia 2011-2012 grazie al successo per 1-0 contro il Quevilly, partita nella quale è stato schierato come titolare.
All'inizio della stagione 2012-2013 ha vinto la Supercoppa di Francia 2012 contro il Montpellier (2-2 nei tempi regolamentari e 4-2 ai rigori); Gourcuff nel corso della gara ha realizzato l'assist per il gol dell'1-1 segnato da Bafétimbi Gomis ed è stato nominato miglior giocatore della partita.
A settembre 2014, consapevole del suo scarso rendimento causato da frequenti infortuni, Gourcuff decide di decurtarsi l'ingaggio, un gesto per il quale la società ed i tifosi manifestano forte apprezzamento. A fine stagione rimane svincolato. In cinque stagioni con l'Olympique Lione, disputa complessivamente 128 presenze e 19 gol.

#### Ritorno al Rennes
Il 14 settembre 2015 firma un contratto annuale con il Rennes, facendo così ritorno nel club che lo aveva lanciato 12 anni prima.

#### Digione e ritiro
Scaduto il contratto con il Rennes, nell'estate 2018, il centrocampista si accasa al Dijon con un accordo annuale. Il contratto viene terminato anzitempo dal giocatore in accordo con la società, il 23 gennaio 2019, dopo un infortunio muscolare, l'ennesimo, che l'avrebbe tenuto fermo per il resto della stagione. Con il Digione, Gourcouff totalizzò otto presenze in campionato e nessuna rete.
Dopo oltre un anno e mezzo passato lontano dai campi, nell'ottobre 2020, il padre di Gourcouff, Christian, ne confermò il ritiro dal calcio giocato.

### Nazionale
Nel 2005 Gourcuff ha fatto parte della Nazionale francese Under-19 che ha vinto l'Europeo di categoria, durante il quale ha disputato tutte e 5 le partite dei francesi segnando 3 gol (di cui 2 su rigore), tutti contro l'Inghilterra. Con la Nazionale francese Under-21 ha raggiunto le semifinali dell'Europeo Under-21 del 2006, disputando tutte le partite della manifestazione.
Dopo aver partecipato alle gare di qualificazione per l'Europeo Under-21 del 2007, con la Francia eliminata da Israele negli spareggi per l'accesso alla fase finale, e la prima parte di quelle per l'edizione 2009, è passato in nazionale maggiore.
Il 20 agosto 2008, subito dopo il ritorno in patria, ha debuttato in nazionale maggiore contro la Svezia. Ha poi realizzato il primo gol in nazionale, l'11 ottobre dello stesso anno a Costanza contro la Romania, segnando al 69º minuto la rete del definitivo 2-2 con un tiro da 35 metri.
Nel giugno 2010 il centrocampista del Bordeaux è stato convocato per i Mondiali 2010 in Sudafrica. Nel corso della manifestazione ha disputato due partite e nella seconda, giocata contro il Sudafrica, è stato espulso al 25º minuto di gioco.
Nel maggio 2012 è stato inserito dal CT Laurent Blanc tra i pre-convocati per l'Europeo 2012, ma il 29 maggio 2012 è stato escluso dalla lista definitiva anche a causa dei dubbi sulla sua condizione fisica dopo l'infortunio alla caviglia occorsogli qualche giorno prima in amichevole contro l'Islanda.

## Statistiche

### Presenze e reti nei club
Statistiche aggiornate al 20 ottobre 2018.
| Stagione        | Squadra         | Campionato      | Campionato | Campionato | Coppe nazionali | Coppe nazionali | Coppe nazionali | Coppe continentali | Coppe continentali | Coppe continentali | Altre coppe | Altre coppe | Altre coppe | Totale | Totale |
| Stagione        | Squadra         | Comp            | Pres       | Reti       | Comp            | Pres            | Reti            | Comp               | Pres               | Reti               | Comp        | Pres        | Reti        | Pres   | Reti   |
| --------------- | --------------- | --------------- | ---------- | ---------- | --------------- | --------------- | --------------- | ------------------ | ------------------ | ------------------ | ----------- | ----------- | ----------- | ------ | ------ |
| 2003-2004       | Rennes          | L1              | 9          | 0          | CF+CdL          | 1+0             | 0               | -                  | -                  | -                  | -           | -           | -           | 10     | 0      |
| 2004-2005       | Rennes          | L1              | 21         | 0          | CF+CdL          | 1+1             | 0               | -                  | -                  | -                  | -           | -           | -           | 23     | 0      |
| 2005-2006       | Rennes          | L1              | 36         | 6          | CF+CdL          | 5+1             | 0               | CU                 | 5                  | 0                  | -           | -           | -           | 47     | 6      |
| 2006-2007       | Milan           | A               | 21         | 1          | CI              | 4               | 0               | UCL                | 9                  | 1                  | -           | -           | -           | 34     | 2      |
| 2007-2008       | Milan           | A               | 15         | 1          | CI              | 2               | 0               | UCL                | 3                  | 0                  | SU+Cmc      | 0           | 0           | 20     | 1      |
| Totale Milan    | Totale Milan    | Totale Milan    | 36         | 2          |                 | 6               | 0               |                    | 12                 | 1                  |             | 0           | 0           | 54     | 3      |
| 2008-2009       | Bordeaux        | L1              | 37         | 12         | CF+CdL          | 1+3             | 0+1             | UCL+CU             | 6+1                | 2+0                | SF          | 1           | 0           | 49     | 15     |
| 2009-2010       | Bordeaux        | L1              | 29         | 6          | CF+CdL          | 2+3             | 0+1             | UCL                | 8                  | 2                  | SF          | 1           | 0           | 43     | 9      |
| ago. 2010       | Bordeaux        | L1              | 3          | 0          | CF+CdL          | 0+0             | 0               | -                  | -                  | -                  | -           | -           | -           | 3      | 0      |
| Totale Bordeaux | Totale Bordeaux | Totale Bordeaux | 69         | 18         |                 | 9               | 2               |                    | 15                 | 4                  |             | 2           | 0           | 95     | 24     |
| 2010-2011       | O. Lione        | L1              | 24         | 3          | CF+CdL          | 1+1             | 0               | UCL                | 7                  | 1                  | -           | -           | -           | 33     | 4      |
| 2011-2012       | O. Lione        | L1              | 13         | 2          | CF+CdL          | 3+2             | 0               | UCL                | 5                  | 0                  | -           | -           | -           | 23     | 2      |
| 2012-2013       | O. Lione        | L1              | 18         | 3          | CF+CdL          | 0+1             | 0               | UEL                | 3                  | 1                  | SF          | 1           | 0           | 23     | 4      |
| 2013-2014       | O. Lione        | L1              | 18         | 3          | CF+CdL          | 2+2             | 1+2             | UCL+UEL            | 4+4                | 0                  | -           | -           | -           | 30     | 6      |
| 2014-2015       | O. Lione        | L1              | 17         | 3          | CF+CdL          | 1+1             | 0               | UEL                | 0                  | 0                  | -           | -           | -           | 19     | 3      |
| Totale O. Lione | Totale O. Lione | Totale O. Lione | 90         | 14         |                 | 14              | 3               |                    | 23                 | 2                  |             | 1           | 0           | 128    | 19     |
| 2015-2016       | Rennes          | L1              | 12         | 2          | CF+CdL          | 0+0             | 0               | -                  | -                  | -                  | -           | -           | -           | 12     | 2      |
| 2016-2017       | Rennes          | L1              | 27         | 4          | CF+CdL          | 1+0             | 0               | -                  | -                  | -                  | -           | -           | -           | 28     | 4      |
| 2017-2018       | Rennes          | L1              | 10         | 1          | CF+CdL          | 0+3             | 0               | -                  | -                  | -                  | -           | -           | -           | 13     | 1      |
| Totale Rennes   | Totale Rennes   | Totale Rennes   | 115        | 13         |                 | 13              | 0               |                    | 5                  | 0                  |             | -           | -           | 133    | 13     |
| 2018-2019       | Dijon           | L1              | 8          | 0          | CF+CdL          | 0+0             | 0               | -                  | -                  | -                  | -           | -           | -           | 8      | 0      |
| Totale carriera | Totale carriera | Totale carriera | 318        | 47         |                 | 42              | 5               |                    | 55                 | 7                  |             | 3           | 0           | 418    | 59     |

### Cronologia presenze e reti in nazionale
| Cronologia completa delle presenze e delle reti in nazionale ― Francia | Cronologia completa delle presenze e delle reti in nazionale ― Francia | Cronologia completa delle presenze e delle reti in nazionale ― Francia | Cronologia completa delle presenze e delle reti in nazionale ― Francia | Cronologia completa delle presenze e delle reti in nazionale ― Francia | Cronologia completa delle presenze e delle reti in nazionale ― Francia | Cronologia completa delle presenze e delle reti in nazionale ― Francia | Cronologia completa delle presenze e delle reti in nazionale ― Francia |
| Data                                                                   | Città                                                                  | In casa                                                                | Risultato                                                              | Ospiti                                                                 | Competizione                                                           | Reti                                                                   | Note                                                                   |
| ---------------------------------------------------------------------- | ---------------------------------------------------------------------- | ---------------------------------------------------------------------- | ---------------------------------------------------------------------- | ---------------------------------------------------------------------- | ---------------------------------------------------------------------- | ---------------------------------------------------------------------- | ---------------------------------------------------------------------- |
| 20-8-2008                                                              | Göteborg                                                               | Svezia                                                                 | 2 – 3                                                                  | Francia                                                                | Amichevole                                                             | -                                                                      | 90+2’                                                                  |
| 6-9-2008                                                               | Vienna                                                                 | Austria                                                                | 3 – 1                                                                  | Francia                                                                | Qual. Mondiali 2010                                                    | -                                                                      | 70’                                                                    |
| 10-9-2008                                                              | Saint-Denis                                                            | Francia                                                                | 2 – 1                                                                  | Serbia                                                                 | Qual. Mondiali 2010                                                    | -                                                                      | 92’                                                                    |
| 11-10-2008                                                             | Costanza                                                               | Romania                                                                | 2 – 2                                                                  | Francia                                                                | Qual. Mondiali 2010                                                    | 1                                                                      |                                                                        |
| 14-10-2008                                                             | Saint-Denis                                                            | Francia                                                                | 3 – 1                                                                  | Tunisia                                                                | Amichevole                                                             | -                                                                      | 81’                                                                    |
| 19-11-2008                                                             | Saint-Denis                                                            | Francia                                                                | 0 – 0                                                                  | Uruguay                                                                | Amichevole                                                             | -                                                                      | 71’                                                                    |
| 11-2-2009                                                              | Marsiglia                                                              | Francia                                                                | 0 – 2                                                                  | Argentina                                                              | Amichevole                                                             | -                                                                      |                                                                        |
| 28-3-2009                                                              | Kaunas                                                                 | Lituania                                                               | 0 – 1                                                                  | Francia                                                                | Qual. Mondiali 2010                                                    | -                                                                      | 78’                                                                    |
| 1-4-2009                                                               | Saint-Denis                                                            | Francia                                                                | 1 – 0                                                                  | Lituania                                                               | Qual. Mondiali 2010                                                    | -                                                                      | 57’ 67’                                                                |
| 2-6-2009                                                               | Saint-Étienne                                                          | Francia                                                                | 0 – 1                                                                  | Nigeria                                                                | Amichevole                                                             | -                                                                      | 46’                                                                    |
| 5-6-2009                                                               | Lione                                                                  | Francia                                                                | 1 – 0                                                                  | Turchia                                                                | Amichevole                                                             | -                                                                      |                                                                        |
| 12-8-2009                                                              | Tórshavn                                                               | Fær Øer                                                                | 0 – 1                                                                  | Francia                                                                | Qual. Mondiali 2010                                                    | -                                                                      |                                                                        |
| 5-9-2009                                                               | Saint-Denis                                                            | Francia                                                                | 1 – 1                                                                  | Romania                                                                | Qual. Mondiali 2010                                                    | -                                                                      | 73’                                                                    |
| 9-9-2009                                                               | Belgrado                                                               | Serbia                                                                 | 1 – 1                                                                  | Francia                                                                | Qual. Mondiali 2010                                                    | -                                                                      | 85’                                                                    |
| 14-10-2009                                                             | Dublino                                                                | Irlanda                                                                | 0 – 1                                                                  | Francia                                                                | Qual. Mondiali 2010                                                    | -                                                                      |                                                                        |
| 18-10-2009                                                             | Saint-Denis                                                            | Francia                                                                | 1 – 1 dts                                                              | Irlanda                                                                | Qual. Mondiali 2010                                                    | -                                                                      | 88’                                                                    |
| 3-3-2010                                                               | Saint-Denis                                                            | Francia                                                                | 0 – 2                                                                  | Spagna                                                                 | Amichevole                                                             | -                                                                      |                                                                        |
| 26-5-2010                                                              | Lens                                                                   | Francia                                                                | 2 – 1                                                                  | Costa Rica                                                             | Amichevole                                                             | -                                                                      |                                                                        |
| 30-5-2010                                                              | Radès                                                                  | Tunisia                                                                | 1 – 1                                                                  | Francia                                                                | Amichevole                                                             | -                                                                      | 64’                                                                    |
| 4-6-2010                                                               | Saint-Pierre                                                           | Francia                                                                | 0 – 1                                                                  | Cina                                                                   | Amichevole                                                             | -                                                                      |                                                                        |
| 11-6-2010                                                              | Città del Capo                                                         | Uruguay                                                                | 0 – 0                                                                  | Francia                                                                | Mondiali 2010 - 1º turno                                               | -                                                                      | 75’                                                                    |
| 22-6-2010                                                              | Bloemfontein                                                           | Francia                                                                | 1 – 2                                                                  | Sudafrica                                                              | Mondiali 2010 - 1º turno                                               | -                                                                      | 25’                                                                    |
| 9-10-2010                                                              | Saint-Denis                                                            | Francia                                                                | 2 – 0                                                                  | Romania                                                                | Qual. Euro 2012                                                        | 1                                                                      | 74’                                                                    |
| 12-10-2010                                                             | Longeville-lès-Metz                                                    | Francia                                                                | 2 – 0                                                                  | Lussemburgo                                                            | Qual. Euro 2012                                                        | 1                                                                      |                                                                        |
| 17-11-2010                                                             | Londra                                                                 | Inghilterra                                                            | 1 – 2                                                                  | Francia                                                                | Amichevole                                                             | -                                                                      | 85’                                                                    |
| 9-2-2011                                                               | Saint-Denis                                                            | Francia                                                                | 1 – 0                                                                  | Brasile                                                                | Amichevole                                                             | -                                                                      | 85’                                                                    |
| 25-3-2011                                                              | Lussemburgo                                                            | Lussemburgo                                                            | 0 – 2                                                                  | Francia                                                                | Qual. Euro 2012                                                        | 1                                                                      |                                                                        |
| 29-3-2011                                                              | Saint-Denis                                                            | Francia                                                                | 0 – 0                                                                  | Croazia                                                                | Amichevole                                                             | -                                                                      | 88’                                                                    |
| 27-5-2012                                                              | Valenciennes                                                           | Francia                                                                | 3 – 2                                                                  | Islanda                                                                | Amichevole                                                             | -                                                                      | 74’                                                                    |
| 14-11-2012                                                             | Parma                                                                  | Italia                                                                 | 1 – 2                                                                  | Francia                                                                | Amichevole                                                             | -                                                                      | 73’                                                                    |
| 5-6-2013                                                               | Montevideo                                                             | Uruguay                                                                | 1 – 0                                                                  | Francia                                                                | Amichevole                                                             | -                                                                      | 58’                                                                    |
| Totale                                                                 |                                                                        | Presenze                                                               | 31                                                                     |                                                                        | Reti                                                                   | 4                                                                      |                                                                        |

## Palmarès

### Club

#### Competizioni giovanili
- Coppa Gambardella: 1

Rennes: 2003

#### Competizioni nazionali
- Supercoppa francese: 3

Bordeaux: 2008, 2009
Olympique Lione: 2012
- Coppa di Lega francese: 1

Bordeaux: 2008-2009
- Campionato francese: 1

Bordeaux: 2008-2009
- Coppa di Francia: 1

Olympique Lione: 2011-2012

#### Competizioni internazionali
- UEFA Champions League: 1

Milan: 2006-2007
- Supercoppa UEFA: 1

Milan: 2007
- Coppa del mondo per club: 1

Milan: 2007

### Nazionale
- Campionato d'Europa Under-19: 1

2005

### Individuale
- Miglior giocatore della Supercoppa di Francia: 2

2009, 2012
- Trophées UNFP du football: 4

Miglior giocatore della Ligue 1: 2009
Squadra ideale della Ligue 1: 2009, 2010
Gol più bello: 2009
- Calciatore francese dell'anno: 1

2009